# 菖蒲塚古墳
菖蒲塚古墳（あやめづかこふん）は、新潟県新潟市西蒲区竹野町にある古墳。形状は前方後円墳。国の史跡に指定され、鼉龍鏡は新潟県指定有形文化財に指定されている。

## 概要
角田山東麓の台地先端部にある。本古墳は菖蒲山金仙寺境内に所在し、その周辺は「越王」（こしわ）と通称されている所である。
全長53メートル、後円部径33メートル、同高さ3メートルで、前方部高さ2メートルと後円部より前方部が低い。
新潟県内では最大クラスである。日本海側で最北端に位置する柄鏡形の古式前方後円墳であり、1930年（昭和5年）に国の史跡に指定された。
内部主体は明らかでない。石室を有しない木棺直葬ではなかったかと推定されている。

## 沿革
当古墳の最も古い資料としては1812年（文化9年）刊行の「北越奇談」で、盗掘され、鏡が出土したことが記されている。その鏡と伝えられている鼉竜鏡（だりゅうきょう）が新潟県の有形文化財に指定されている。径22.7センチメートル、仿製鏡（ぼうせいきょう）で、古墳時代前期のものと推定されている。
言い伝えにより、古墳の中には源頼政の妻菖蒲御前が葬られた墓とされている。また、隣接する隼人塚古墳には、家臣である猪隼太の墓とされた（古墳の造成時期は、当該古墳と同時期と考えられている。）
2002年・2003年に古墳の範囲の確認のために巻町教育委員会が調査を行い、その結果、緩やかな傾斜を持つ台地の上に全体の形を設計した後、周囲に溝を掘り、その際に出た土などで盛り上げて作られた墓であることが判明。その際、土質の異なる土を交互に盛るなどして強化する工夫がなされた。

## 経塚
当古墳の墳丘上には、平安時代から室町時代にかけて経塚が営まれている。経塚から出土した銅製経筒、陶製壺、銅鏡等の遺物は「越後国菖蒲塚古墳経塚出土品」として1962年（昭和37年）に国の重要文化財（考古資料）に指定されている（金仙寺蔵）。

## 出土品

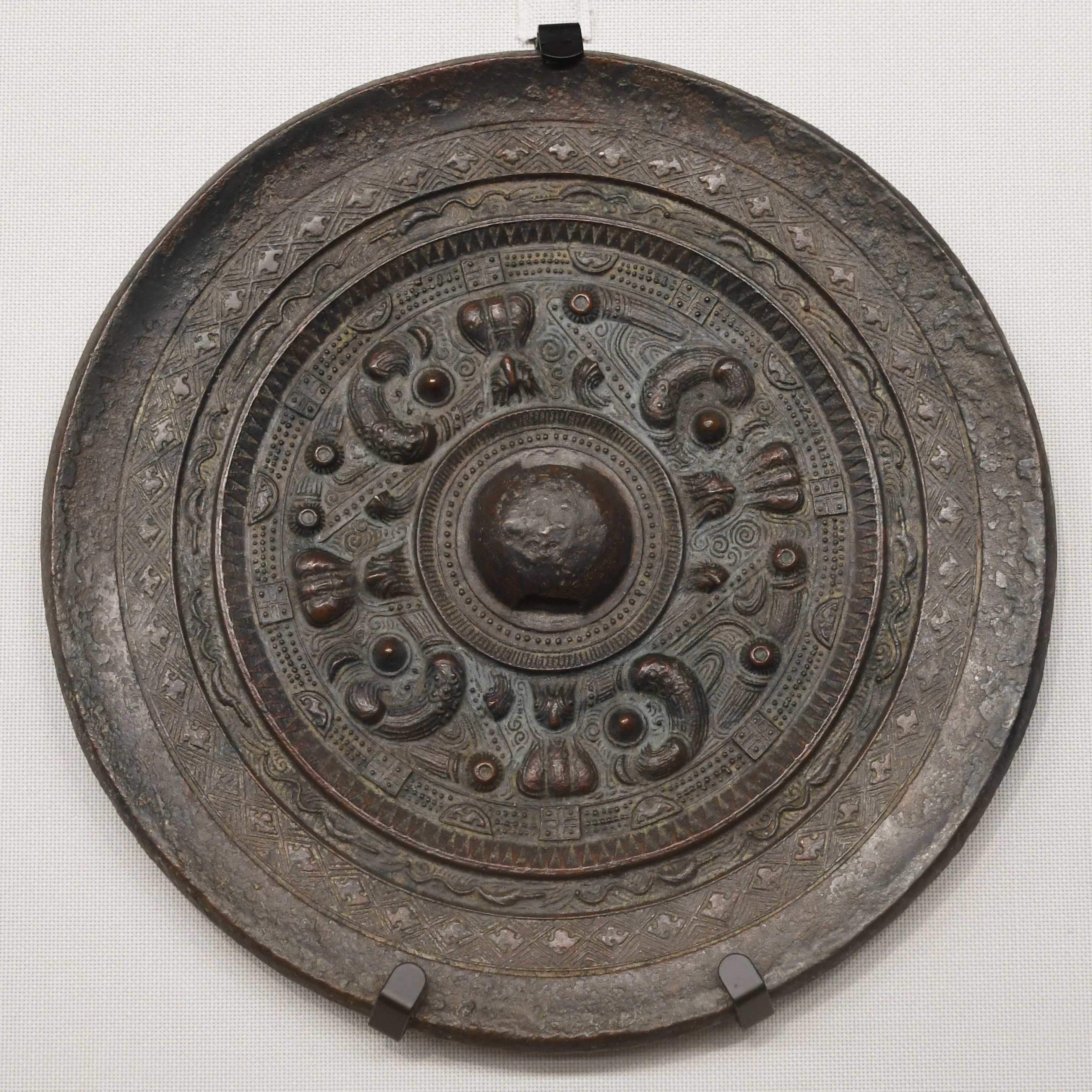
鼉龍鏡（新潟県指定文化財）東京国立博物館展示。

壺
溝から発見。古墳の上から転落したと考えられる。壺の特徴から、古墳時代前期の後半に作られたことが明らかになった。
銅鏡
江戸時代に出土しただ龍鏡。直径23.7センチメートルで新潟県内では最大の鏡である。新潟県の有形文化財に指定されている。個人蔵（東京国立博物館に寄託）。
勾玉・管玉
新潟市歴史博物館に保管されている。勾玉（長さ2.3センチメートル）はヒスイ製で1点、碧玉製管玉（長さ1.7～3.4センチメートル）は7点。古墳の後円部の埋葬室内に副葬品として納められていた。国の重要文化財「越後国菖蒲塚古墳経塚出土品」の附（つけたり）指定。

## 文化財

### 国の史跡
- 菖蒲塚古墳 - 1930年（昭和5年）4月25日指定[3]。

### 新潟県指定文化財
- 有形文化財
  - 鼉龍鏡 越後国菖蒲塚古墳出土 1面（考古資料） - 東京国立博物館寄託。1962年（昭和37年）3月29日指定[4]。

### 関連文化財
- 越後国菖蒲塚古墳経塚出土品 一括
国の重要文化財（考古資料）。所有者は金仙寺、新潟市歴史博物館保管。1962年（昭和37年）2月2日指定[5][4]。
平安時代に菖蒲塚古墳上で営まれた経塚からの出土品（附指定の一部は菖蒲塚古墳出土品）。内訳は以下。
  - 銅経筒 1口 - 賀應二年三月十一日在銘。
  - 陶製壺 2口
  - 銅鏡 残闕共 5面分
  - 青白磁小壺 1口
  - 青白磁盒子 1合
  - 附 銅経筒残闕 1口分 - □（亨）禄三天七月廿三日在銘。
  - 附 硬玉勾玉 1箇、碧玉管玉 7箇 - 菖蒲塚古墳出土。